# Consulenza filosofica
Consulenza filosofica è il termine italiano con cui si indica una professione nata in Germania come Philosophische Praxis e poi diffusasi in altre parti del mondo, prima come Philosophy Practice e poi come Philosophical counseling. Il consulente filosofico è un “generalista” che si occupa di problem solving. Nella sua forma originaria, il consulente istituisce un dialogo con la figura aziendale di riferimento, che prende avvio dalla narrazione delle difficoltà, per poi sviluppare un quadro coerente della realtà e la consapevolezza necessaria a risolvere i problemi e le questioni di partenza.

## Chi è e cosa fa il consulente filosofico
Il consulente filosofico è un filosofo che, dopo la sua formazione superiore in filosofia e la sua pratica della ricerca filosofica anche in ambito teoretico, abbia anche conseguito una formazione specifica nell'ambito della pratica filosofica, che lo abbia reso capace di affrontare con atteggiamento filosofico anche dialoghi vertenti su problemi concreti e quotidiani, ed in presenza di dialoganti non-esperti di filosofia.
Il compito del consulente filosofico consiste nell'accompagnare i propri ospiti in una riflessione critica sul proprio modo di pensare la realtà, cercando di evidenziarne presupposti di significato e di valore, contraddizioni, incongruità rispetto al modo in cui essi poi vivono di fatto le vicende della loro vita.
Non è compito del consulente filosofico indicare all'ospite soluzioni o modi "giusti" di pensare o vivere, così come non lo è la definizione delle cause (psicologiche, psicofisiche, biografiche) in base alle quali il consultante ha un certo tipo di visione del mondo o vive determinati disagi.

## Origini della disciplina
Come afferma Lou Marinoff, la consulenza filosofica nasce in Germania, con il nome di Philosophische Praxis, ad opera di Gerd B. Achenbach a Bergisch Gladbach nel maggio del 1981, configurandosi come forma di dialogo aperto tra consulente e consultante, libero da fedeltà metodologiche. Tale dialogo può prendere le forme più diverse e far riferimento alle più varie modalità di riflessione e ricerca che la filosofia ha elaborato nel corso dei secoli. Achenbach decide di intraprendere la strada del consulente filosofico spinto dall'insoddisfazione nei confronti della filosofia accademica, da lui accusata di essersi eccessivamente astratta dal mondo reale, chiudendosi in percorsi di studio ad uso e consumo dei soli filosofi. Scrive in proposito Achenbach: «la filosofia non più o non ancora pratica sopravvive in un ghetto accademico, dove ha perduto il rapporto con qualsiasi problema che opprime realmente gli uomini. Questa alienazione, che produce sterilità nella filosofia e perdita di senso nella vita quotidiana, viene superata dalla Philosophische Praxis». È presente anche una seconda ragione nella decisione di Achenbach di dar vita a questa nuova pratica professionale, l'insoddisfazione nei confronti delle professioni di aiuto, ancorate al paradigma strumentale o terapeutico.
L'iniziativa di Achenbach suscita subito un notevole interesse in Germania, diventando oggetto anche di polemiche da parte sia del mondo della filosofia accademica sia del mondo delle pratiche psicoterapeutiche. Già nel 1982 Achenbach fonda la GPP (Gesellschaft für Philosophische Praxis), che qualche anno dopo diventerà IGPP (Internationale Gesellschaft für Philosophische Praxis), principale punto di riferimento internazionale nell'ambito delle pratiche filosofiche.

## Diffusione
Dalla metà degli anni 1980 la consulenza filosofica lascia i confini tedeschi per espandersi in altri paesi europei.
La presenza dei consulenti filosofici si estese a Paesi Bassi, Austria, Norvegia, Svizzera, Francia ed Israele. Solo dagli anni 1990 approda anche in America (1992) e Regno Unito (1998). Nel 1999 arriva in Italia, nei primi anni del 2000 in Spagna.
Nonostante la notorietà e la presenza di numerosi filosofi che ne parlano e la sperimentano, ad oggi in tutto il mondo sono pochi i professionisti che vivono di consulenza filosofica. Esiste una difficoltà nello stimare il numero dei consulenti che esercitano e vivono di questa professione nel mondo, tuttavia Michael Zdrenka già nel 1998 (Konzeptionen und Probleme der Philosophischen Praxis) ne censiva circa 130. Gerd Achenbach, intervistato al riguardo, afferma di conoscerne parecchi soprattutto nei Paesi Bassi, Israele e America.

### Francia
Negli anni novanta in Francia Marc Sautet, considerato il primo consulente filosofico francese, accompagna alle attività di consulenza una nuova pratica filosofica conosciuta come Café-Philo, ovvero discussioni filosofiche pubbliche, da lui iniziate presso il Café des Phares di Parigi, poi diffusasi in tutto il mondo.
Oscar Brenifier, un filosofo e scrittore francese, ha creato un metodo di dialogo socratico basato sull'utilizzo di domande nella tradizione della maieutica e del pensiero critico di Hegel. Ha fondato l'Institut de Pratiques Philosophiques con sede nella Île-de-France, vicino a Parigi che organizza seminari, workshop ed altre iniziative divulgative. Ha scritto diversi libri sulla filosofia, l'insegnamento della filosofia, in particolare per l'infanzia e l'adolescenza, e la pratica filosofica in generale.
Nel 1996 nasce anche in Inghilterra un'associazione nazionale (SPP), nata come costola dell'associazione olandese e poi resasi indipendente. In ambiente inglese nasce anche la Philosophy for Children, una forma di pratica filosofica rivolta allo sviluppo delle capacità critiche-razionali nei bambini in età scolare.

### Paesi Bassi
Nei Paesi Bassi un nucleo di filosofi dà vita ad una associazione nazionale (VFP) particolarmente attiva nello studio delle problematiche relative alla formazione nell'ambito della consulenza filosofica. Sempre in ambito olandese la consulenza filosofica per la prima volta approda ad un nuovo settore di applicazione nel mondo del lavoro, tramite l'istituzione di servizi di consulenza per aziende e organizzazioni.

### Stati Uniti
L'ASCP, attualmente denominata National Philosophical Counseling Association (NPCA), è stata la prima associazione di consulenza filosofica negli Stati Uniti, co-fondata dai filosofi Elliot D. Cohen e Paul Sharkey nel 1992. La NPCA "è stata la prima associazione di consulenza filosofica negli Stati Uniti a stabilire standard di certificazione e un codice etico professionale ed a certificare consulenti filosofici professionisti". Sempre secondo Marinoff, "Nel 1996, ben prima che l'APPA fosse operativa nel 1999, l'NPCA aveva già certificato una dozzina di professionisti filosofici".
Nel 1980 Cohen, ritenendo che la filosofia fosse arroccata esclusivamente all'interno del mondo accademico, fondò The International Journal of Applied Philosophy, rivista dedicata alle applicazioni pratiche della filosofia accademica nella società contemporanea.
La prima conferenza internazionale svoltasi fuori dall'Europa viene organizzata a Vancouver nel 1994 dal Lahav insieme a Lou Marinoff. Questi è uno dei più noti divulgatori della consulenza filosofica, tramite un approccio diretto al grande pubblico tramite conferenze, dibattiti e testi divulgativi, capaci di realizzare un'efficace introduzione alla materia per non specialisti.

### Italia
In Italia, ad oggi, esistono diverse associazioni e scuole che offrono registri pubblici o percorsi formativi riconosciuti da chi gestisce i registri. Di queste associazioni alcune hanno relazioni con i player mondiali del movimento culturale che è condizione di possibilità della professione altre si attestano sul lavoro svolto. 
Tra i primi in Italia ad introdurre la cosa vanno ricordati Berra e Pollastri, inizialmente uniti nello sforzo di introdurre una cultura della consulenza filosofica e poi divisi da differenti approcci organizzativi. C'è da dire che, accanto al lavoro di chi introduceva la cultura della consulenza filosofica riportando le esperienze prodotte in Europa e non solo, anche in Italia gruppi autonomi di ricerca producevano sperimentazioni per far fuoriuscire la filosofia dalle mura della città universitaria ed incontrare il Mondo - ad esempio la cosa accadeva a Marina di Camerota negli anni novanta ed era incominciata prima e non è ancora finita [AA.VV. Il sentimento del mondo e la filologia del vivente. Quaderni di Marina di Camerota, a cura di G. Ferraro e S. Marino Filema edizioni, Napoli 1993.]